# Дор (Верховажский район)
Дор — упразднённая деревня в Верховажском районе Вологодской области. Входила в состав Верховского сельского поселения (до 2015 года входила в Олюшинское сельское поселение), с точки зрения административно-территориального деления — в Олюшинский сельсовет. В 2024 году включена в состав деревни Средняя и исключена из учётных данных.

## География
Расстояние по автодороге до районного центра Верховажья — 40 км, до деревни Средней — 1 км. Ближайшие населённые пункты — Слудная, Ботыжная, Средняя.

## Население
| 2010 |
| ---- |
| 50   |

По переписи 2002 года население — 69 человек (29 мужчин, 40 женщин). Преобладающая национальность — русские (99 %).